# Lexias

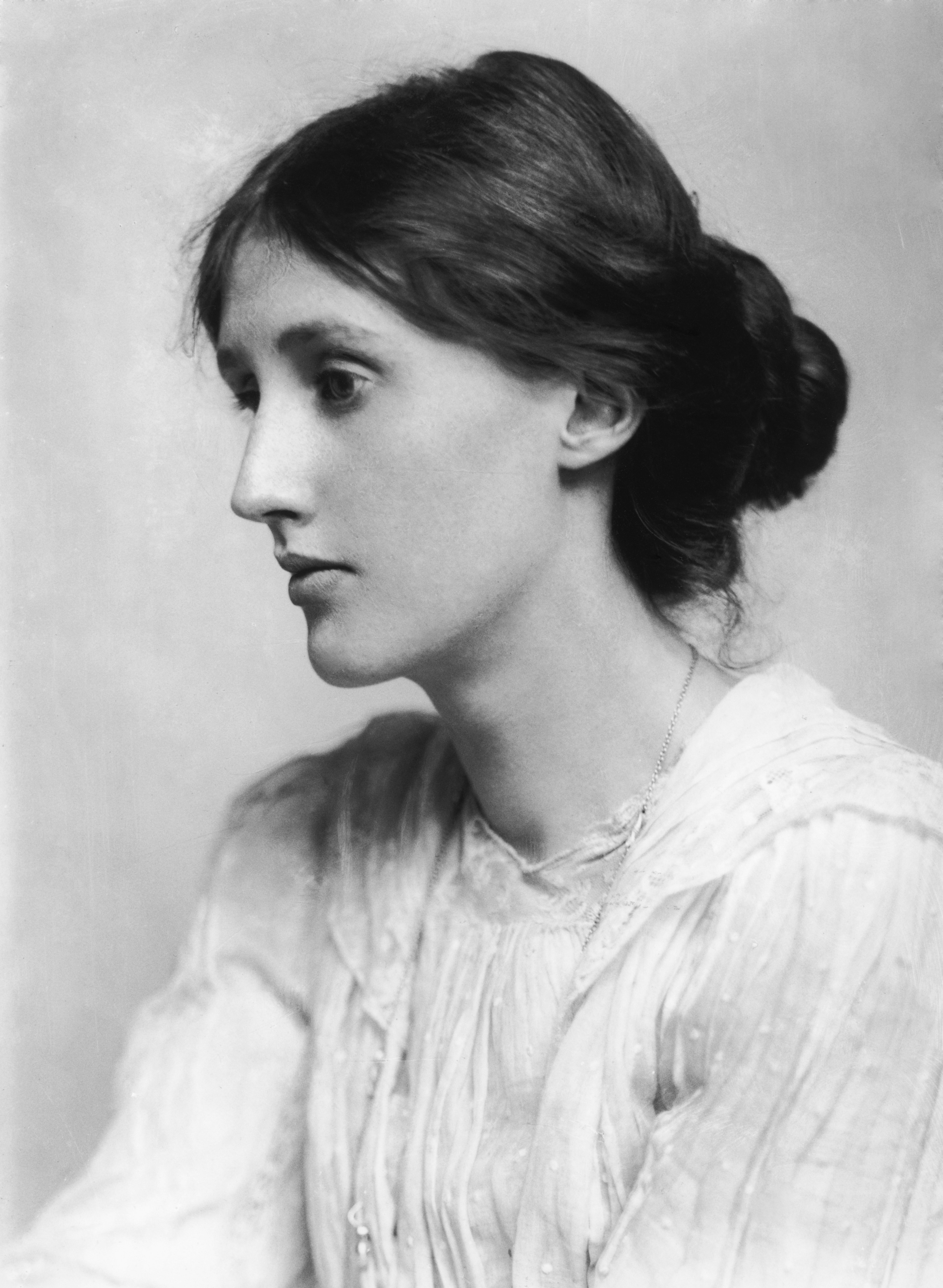
Beresfordporträttet av Virginia Woolf är ett exempel på ett kumulativt lexias anser Lisbeth Larsson.

Lexia eller lexias är små bitar eller enheter av text som har förbundits med hjälp av länkar. En av de första att tala om lexias var Roland Barthes.
En väsentlig skillnad mellan digitala texter och analoga är internets förmåga att skapa hyperbiografier och hypertexter. Lisbeth Larsson konstaterar att "det är inte det enskilda lexiat som konstituerar hypertexten utan den fria sammanläkningen av dem." Lexiasen har på internet enligt henne en kumulativ karaktär, där vissa lexias tenderar att förekomma oftare än andra såsom vissa bilder som förekommer ofta vid sökningar på personer och så vidare. Larsson ger som exempel den bild på Virginia Woolf av George Charles Beresford som förekommer oftast på internet (se till höger) och som många av hyperbiografins lexias konvergerar mot.